# Источная (приток Кыпа-Кыталькы)
Источная — река в России, протекает по территории Красноселькупского района Ямало-Ненецкого автономного округа. Протекает по болотистой местности вдали от населённых пунктов. Устье реки находится в 22 км по правому берегу реки Кыпа-Кыталькы. Длина реки составляет 35 км.

## Данные водного реестра
По данным государственного водного реестра России относится к Нижнеобскому бассейновому округу, водохозяйственный участок реки — Таз, речной подбассейн реки — подбассейн отсутствует. Речной бассейн реки — Таз.
Код объекта в государственном водном реестре — 15050000112115300066090.